# ロバータ・フラック&ダニー・ハサウェイ
『ロバータ・フラック&ダニー・ハサウェイ』（Roberta Flack & Donny Hathaway）は、アメリカ合衆国のR&B歌手、ロバータ・フラックとダニー・ハサウェイが1972年に連名で発表したスタジオ・アルバム。

## 背景
ダニー・ハサウェイは、今回の共演の前にもロバータ・フラックのアルバム『第2章』（1970年）にピアノ、バッキング・ボーカル、アレンジで参加している。
本作に先行してシングルとして発売されたキャロル・キング作の「きみの友だち」は、ジェームス・テイラーのヴァージョンより少し前にリリースされた。ラルフ・マクドナルドとウィリアム・ソルターが共作した「恋人は何処に」は、元々フィフス・ディメンションに提供するために書かれた曲だったが、マクドナルドが本作のレコーディングに参加した際、もう1曲が必要になったため、本作に提供された。

## 反響
本作はアメリカのBillboard 200で3位に達し、『ビルボード』のR&Bアルバム・チャートでは2位、ジャズ・アルバム・チャートでは10位に達した。本作発表前の1971年には「きみの友だち」がBillboard Hot 100で29位、「ふられた気持ち」が同71位に達しており、1972年にはシングル「恋人は何処に」はBillboard Hot 100で5位に達する大ヒットを記録した。
「恋人は何処に」は全英シングルチャート入りも果たし、最高29位に達した。

## 収録曲
10.はインストゥルメンタル。
Side 1
1. アイ - "I (Who Have Nothing)" (Mogul, Carlo Donida, Jerry Leiber, Mike Stoller) – 5:03
2. きみの友だち - "You've Got a Friend" (Carole King) – 3:25
3. ベイビー・アイ・ラヴ・ユー - "Baby I Love You" (Ronnie Shannon) – 3:27
4. ビー・リアル・ブラック・フォー・ミー - "Be Real Black for Me" (Roberta Flack, Donny Hathaway, Charles Mann) – 3:33
5. ふられた気持ち - "You've Lost That Lovin' Feelin'" (Barry Mann, Cynthia Weil, Phil Spector) – 6:38

Side 2
1. フォー・オール・ウィ・ノウ - "For All We Know" (Sam M. Lewis, J. Fred Coots) – 3:39
2. 恋人は何処に - "Where Is the Love" (Ralph MacDonald, William Salter) – 2:46
3. 愛が芽生えて - "When Love Has Grown" (D. Hathaway, Eugene McDaniels) – 3:26
4. カム・イェ・ディスコンソレイト - "Come Ye Disconsolate" (Traditional) – 4:52
5. ムード - "Mood" (R. Flack) – 7:03

## 参加ミュージシャン
- ロバータ・フラック - ボーカル、ピアノ、エレクトリックピアノ、オルガン
- ダニー・ハサウェイ - ボーカル、ピアノ、エレクトリックピアノ、ストリングス・アレンジ、ホーン・アレンジ
- エリック・ゲイル - ギター
- チャック・レイニー - ベース
- バーナード・パーディ - ドラムス
- ラルフ・マクドナルド - パーカッション
- アリフ・マーディン - ストリングス・アレンジ(on #1, #2, #5, #6, #7)、ウッドウィンズ・アレンジ(on #6, #7)
- デヴィッド・スピノザ - ギター(on #2)
- ジョー・ジェントル - フルート(on #2)
- ビリー・コブハム - ドラムス(on #2)
- ジョー・ファレル - ソプラノ・サックス(on #5)
- ヒューバート・ロウズ - フルート(on #6, #8)
- ジャック・ジェニングス - ヴィブラフォン(on #7)